# 王树江
王树江（1962年3月—），男，汉族，黑龙江庆安人，中华人民共和国政治人物，中国共产党党员，第十三届全国人民代表大会四川地区代表。
2018年2月24日，当选为第十三届全国人大代表。